# Ringarum
Ringarum è un'area urbana della Svezia situata nel comune di Valdemarsvik, contea di Östergötland.
La popolazione risultante dal censimento 2010 era di 577 abitanti .